# Sacramentarium

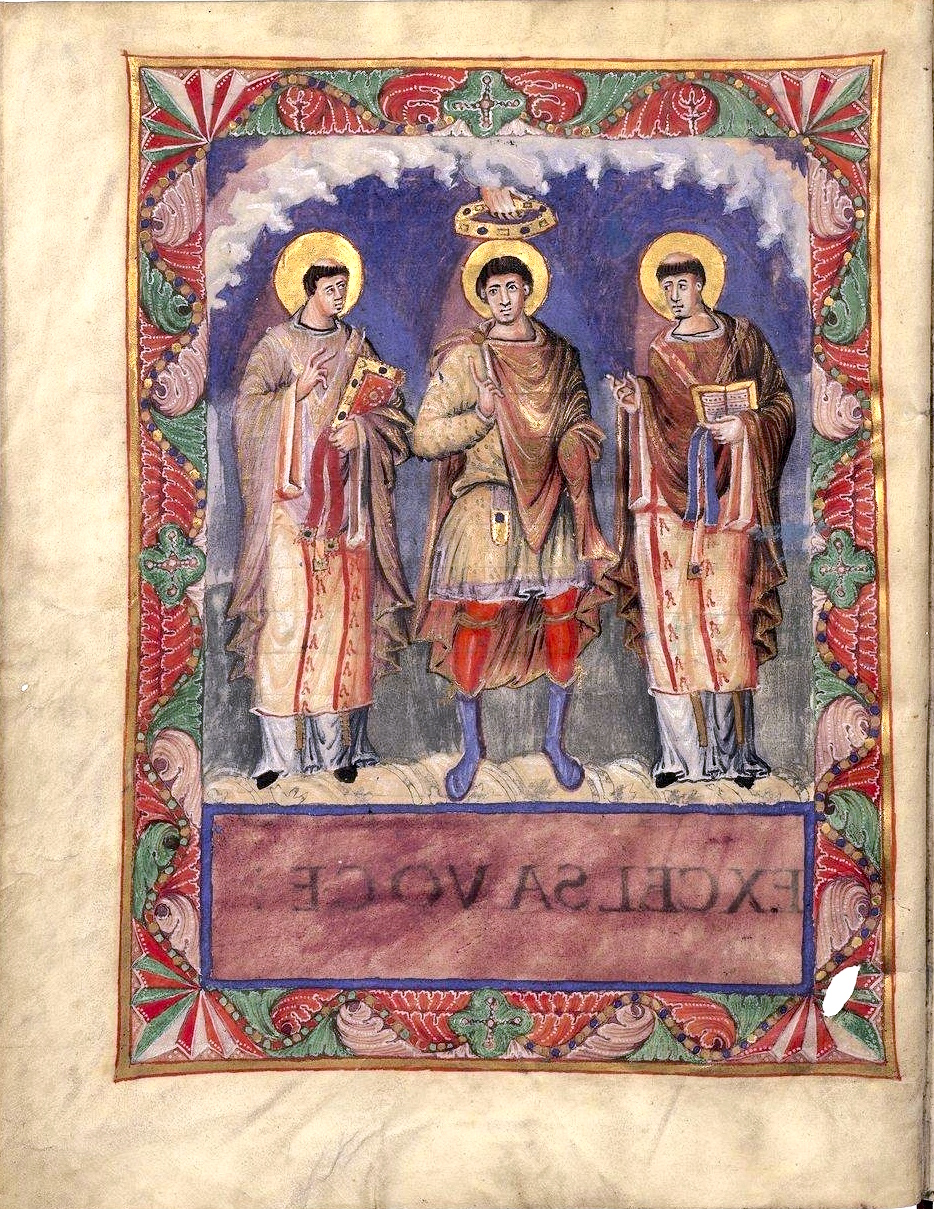
Een afbeelding uit het sacramentarium van Karel de Kale (Sacramentarium van Metz) uit ongeveer 870

Een sacramentarium is een boek met gebeden die de priester oplas tijdens de mis.
Het was het boek voor de priester die de mis opdroeg en bevatte alle gebeden die hij moest zeggen, maar geen andere teksten. In de tijd dat deze boeken werden geschreven was het nog niet de gewoonte dat de priester bij het altaar de woorden herhaalde die het koor of de misdienaren zongen, zoals regel werd in de Tridentijnse Mis. Daarom bevatten sacramentaria alleen de collecten, prefaties en de canon, maar geen lezingen uit de Bijbel en ook geen introïtussen, graduales of offertoria.
Aan de andere kant voorziet het sacramentarium in gebruik buiten de mis. Omdat de boeken doen alsof de celebrerende priester gewoonlijk een bisschop is, voorzien ze hem de gebeden die hij nodig had bij ordinaties, kerk- en altaarwijdingen en bij uitdrijvingen, zegeningen en wijdingen die later in het Pontificaal en het Rituaal terechtkwamen.
De benaming sacramentarium is gelijkwaardig aan andere vergelijkbare vormen, zoals Liber Sacramentorum (bijvoorbeeld in het Gelasiaanse sacramentarium). De vorming van het woord is vergelijkbaar met het woord hymnarium, een boek met hymnes. Gennadius van Marseille (5e eeuw) zegt over Paulinus van Nola: "Fecit et sacramentarium et hymnarium (= hij heeft zowel een sacramentarium als een hymnarium gemaakt)" (De viris illustribus, xlviii). Het woord sacramentum of sacramenta betekent in dit geval de mis. Sacramenta celebrare of facere is een gebruikelijke Latijnse term voor het opdragen van de mis..

## Neergang van het sacramentarium
Andere boeken die bij de viering van de mis werden gebruikt waren het graduale (vooral psalmteksten, met toegevoegde muzieknoten), het evangeliarium of evangelieboek en het epistolarium, dat de andere teksten van het Nieuwe Testament bevatte, met de nadruk op de brieven van Paulus.
In de latere middeleeuwen begon men deze boeken te combineren, zodat de priester de mis kon opdragen zonder hulp van koor of andere helpers. Dit leidde tot de verschijning van het Missale plenum ("vol of geheel missaal") dat alle teksten van de mis bevat (echter zonder de muziek voor het koor).
Paus Pius V liet in 1570 een officiële versie van het missaal uitgeven dat bekendstaat als het Romeins missaal.
Gehoor gevend aan het Tweede Vaticaanse Concilie liet paus Paulus VI het aantal Bijbelteksten dat tijdens de mis gelezen diende te worden aanmerkelijk verhogen, net als, hoewel in mindere mate, het aantal gebedsformules. Dit leidde ertoe dat de lezingen weer in een apart boek terechtkwamen: het lectionarium. Een los evangelarium met extracten uit het lectionarium wordt aanbevolen maar is niet verplicht. Het Romeinse missaal bleef echter uitgebreide rubrieken behouden en ook antifonen enzovoort die niet in het sacramentarium stonden.

## Overgeleverde sacramentaria
Een aantal sacramentaria, hoofdzakelijk uit de Romeinse ritus, bestaat nog steeds, geheel dan wel deels. De drie belangrijkste hiervan zijn het Leonische, het Gelasiaanse en het Gregoriaanse. Hun ouderdom, schrijver, plaats van herkomst en oorspronkelijke doel is onderwerp van heftig debat.
De meeste van de hierna genoemde exemplaren zijn voorzien van illuminaties.

### 5e/6e eeuw
- Leonisch sacramentarium van paus Leo de Grote (440-461) - in het Latijn "Leonianum" of "Veronense"
- Gelasiaans sacramentarium van paus Gelasius I (492-496) - sommigen dateren het echter in de vroege 8e eeuw

### 7e eeuw
- Sacramentarium van paus Gregorius de Grote (590-604) - "Gregorianum"
- Sacramentarium van bisschop Marinianus van Ravenna (595-606?)
- Gallicaans sacramentarium - "Gallicanum"

### 8e eeuw
- Sacramentarium bekend als het "Gregorianum-Hadrianum", waarvan wordt gezegd dat Karel de Grote (768-814), het van paus Adrianus I (772-795) kreeg, toen Karel de liturgie in zijn Frankische gebieden wilde uniformeren.
- Sacramentarium van Bobbio
- Sacramentarium van Pepijn de Korte - Gelasiaans type
- Sacramentarium van Gellone - ca. 780
- Sacramentarium van Arbeo, bisschop van Freising († 783)
- Sacramentarium van Rheinau - ca. 795/800
- Sacramentarium van Angoulême - Gelasiaans type
- Sacramentariumy van Monza

### 9e eeuw
- Sacramentarium van Amiens
- Sacramentarium van Abdij van Sint-Albanus te Mainz
- Sacramentarium van Trent - "Codex Tridentinus"
- Sacramentarium van Autun - "Codex Augustodunensis", ca. 845
- Sacramentarium van Drogo (801-855) - 850
- Sacramentarium van Metz - waarschijnlijk vervaardigd voor Karel de Kale: het bevat een miniatuur van zijn kroning
- Sacramentarium van Echternach
- Sacramentarium van Pamelius

### 10e eeuw

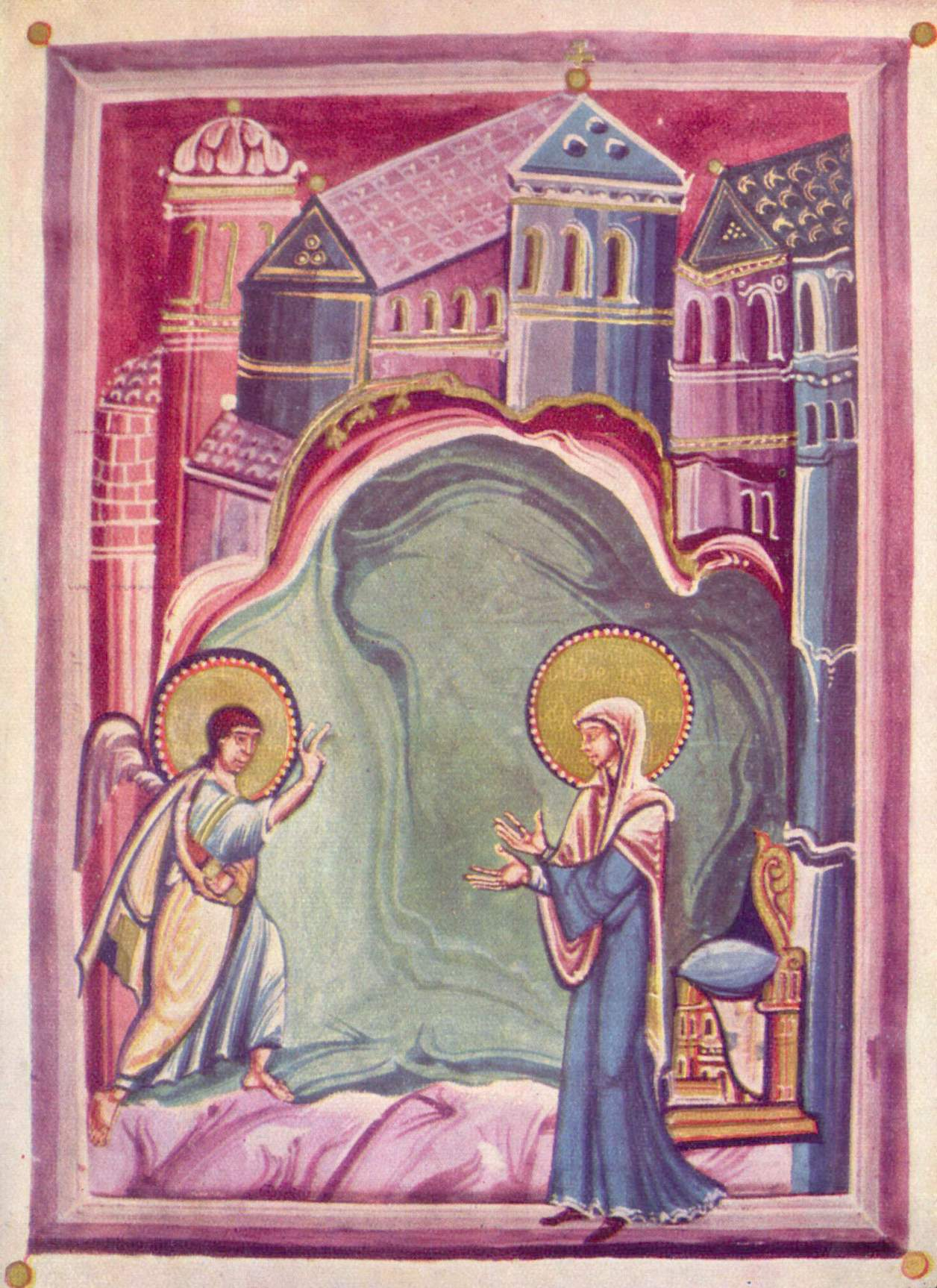
Sacramentarium van Sint-Gereon

- Sacramentarium van Abdij Petershausen (Konstanz)
- Sacramentarium van Fulda
- Sacramentarium van Sint-Gereon

### 11e eeuw
- Sacramentarium van bisschop Warmondo
- Sacramentarium van Figeac
- Sacramentarium van Venetië
- Sacramentarium van Salzburg
- Sacramentarium van Abdij van Saint-Wandrille
- Sacramentarium van Regensburg
- Sacramentarium van Minden of van bisschop Sigebert (1022-1036)
- Sacramentarium van Sankt Gallen (met beroemde miniatuur van Pinksteren)
- Sacramentarium van Lorsch
- Sacramentarium van Tyniec

### 12e eeuw
- Sacramentarium van Tours
- Sacramentarium van Ratmann - 1159
- Sacramentarium van Millstatt - 1170/1180

### 13e eeuw
- Sacramentarium van abt Berthold (abdij Weingarten) - 1217
- Sacramentarium of Hainricus Sacrista - ca. 1220

Daarnaast:
- Sacramentarium van Biasca (Ambrosiaanse ritus)
- Sacramentarium van Sint-Paulus
- Sacramentary van Brescia
- Sacramentarium van Essen
- Sacramentarium van Chantilly
- Sacramentarium van Jena
- Sacramentarium van Praag
- Sacramentarium van Beauvais
- Sacramentarium van Remedius - Gelasiaans type
- Sacramentarium van Maria Laach

## Trivia
Sinds de late 20e eeuw wordt het Engelse equivalent sacramentary in de Verenigde Staten ook gebruikt als naam voor de Engelse vertaling van het Romeins missaal, hoewel historisch gezien een missaal geen sacramentarium is.